# Lawrence Stevens
Lawrence "Laurie" Stevens, född 25 februari 1913 i Johannesburg, död 17 augusti 1989 i Durban, var en sydafrikansk boxare.
Stevens blev olympisk mästare i lättvikt i boxning vid sommarspelen 1932 i Los Angeles.